# ナメストニク
ナメストニク（ロシア語: наместник）とは、キエフ大公国、リトアニア大公国、ロシア帝国などの国で用いられた、役職を指す（また、称号・身分や、官吏その人自体をも指す）歴史的な用語である。ナメストニクは行政管区の統治に携わった。
キエフ・ルーシ期のナメストニクはポサードニクに代わって出現した役職であり、公（クニャージ）から委任され、公に指定されたゴロド（都市）やウエズド（都市周辺地）の管理機関を統べた。ロシアではイヴァン4世の統治期以来、ナメストニクの社会的意義は減退し、ヴォエヴォダやゲネラル・グベルナートル(ru)（総督）に置き換えられた。
1775年、エカチェリーナ2世の行政改革でナメストニチェストヴォが設置されると、ナメストニクはその管轄にあたった。ナメストニクという称号はポーランド立憲王国（1874年まで）、カフカス地方（1883年まで）などでは用いられていた。また、1903年に、極東のクヴァンスク州に再設されたが、1906年に同地を喪失した（ポーツマス条約により割譲、関東州となる）際に再び廃止された。
ルーシ、ロシアを中心に、ナメストニクの変遷を概括すると以下のようになる。
- 10-12世紀のナメストニク（ポサードニク、コルムレニシチク[注 2]）は土地管理に関して公の補佐役を務めた。
- 12-17世紀のナメストニク（厳密にはクニャージ＝ナメストニク）は土地（とりわけウエズドの）管理の責任者の任に就いた。
- ノヴゴロド主教がナメストニクを任命していたという記録がある。この場合のナメストニクはヴィカリー(ru)[注 3]に類似する存在だった。スタラヤ・ラドガで発見された押印は、主教がナメストニクの援助と共に都市を治めていたことを証明している。史料にも度々ナメストニクについての言及がみられる。
- 1775年-1796年（エカチェリーナ2世の統治期）には、ナメストニチェストヴォという行政区画を統べた。
- また19世紀-20世紀初頭にかけて、ポーランド立憲王国では1815年-1874年、カフカース地方では1844年-1883年と1905年-1917年、極東地方では1903年-1905年にナメストニチェストヴォが設置され、その監督にあたった。